# Les Llosses
Les Llosses is een gemeente in de Spaanse provincie Girona in de regio Catalonië met een oppervlakte van 115 km². Les Llosses telt 213 inwoners (1 januari 2016). Een gedeelte van de gemeente ligt in de gemeente Borredà, in de provincie Barcelona.

## Demografische ontwikkeling
Bron: INE, 1857-2011: volkstellingen
Opm.: In 1857 werden de gemeenten San Martín de Viñolas, San Saturnino de Sobellas, Santa María de Matamala en Vallespirán aangehecht; in 1974 werd de gemeente Viladonja aangehecht; in 1991 werd de gemeente Palmerola aangehecht